# Erioptera regina
Erioptera regina är en tvåvingeart som beskrevs av Alexander 1959. Erioptera regina ingår i släktet Erioptera och familjen småharkrankar. Inga underarter finns listade i Catalogue of Life.